# Episodi di The Shield (prima stagione)
La prima stagione di The Shield è stata trasmessa negli Stati Uniti dal 12 marzo al 4 giugno 2002 su FX.
| nº | Titolo originale  | Titolo italiano                   | Prima TV USA   | Prima TV Italia   |
| -- | ----------------- | --------------------------------- | -------------- | ----------------- |
| 1  | Pilot             | Squadra d'assalto                 | 12 marzo 2002  | 3 settembre 2004  |
| 2  | Our Gang          | Terzo grado                       | 19 marzo 2002  | 3 settembre 2004  |
| 3  | The Spread        | Indiziato di stupro               | 26 marzo 2002  | 10 settembre 2004 |
| 4  | Dawg Days         | Guerra tra bande                  | 2 aprile 2002  | 10 settembre 2004 |
| 5  | Blowback          | Obiettivo: recuperare la cocaina! | 9 aprile 2002  | 17 settembre 2004 |
| 6  | Cherrypoppers     | Il killer delle prostitute        | 16 aprile 2002 | 17 settembre 2004 |
| 7  | Pay in Pain       | Dente per dente                   | 23 aprile 2002 | 24 settembre 2004 |
| 8  | Cupid and Psycho  | Amore e droga                     | 30 aprile 2002 | 24 settembre 2004 |
| 9  | Throwaway         | Una faccenda da sistemare         | 7 maggio 2002  | 1º ottobre 2004   |
| 10 | Dragonchasers     | Una scomoda giornalista           | 14 maggio 2002 | 1º ottobre 2004   |
| 11 | Carnivores        | Tentato suicidio                  | 21 maggio 2002 | 8 ottobre 2004    |
| 12 | Two Days of Blood | Combattimento mortale             | 28 maggio 2002 | 15 ottobre 2004   |
| 13 | Circles           | Corruzione al dipartimento        | 4 giugno 2002  | 22 ottobre 2004   |

## Squadra d'assalto
- Titolo originale: Pilot
- Diretto da: Clark Johnson
- Scritto da: Shawn Ryan

### Trama
Il detective Vic Mackey (Michael Chiklis) è un poliziotto corrotto, capo della squadra d'assalto, di cui fanno parte anche Shane Vendrell (Walton Goggins), Curtis "Lem" Lemansky (Kenny Johnson) e Ronnie Gardocki (David Rees Snell). Spesso dai modi un po' violenti e meschini, è pronto a fare di tutto per prendere il controllo delle strade di Farmington e spadroneggiarvi. Alla centrale di Farmington è apprezzato dai suoi colleghi, però il capitano, David Aceveda (Benito Martinez) sospetta da tempo di lui, e quindi inserisce nella sua squadra il detective Terry Crowley, con il compito di smascherarlo e incastrarlo. Intanto i detective Claudette Wyms (CCH Pounder) e Holland "Dutch" Wagenbach (Jay Karnes) si occupano di un caso che vede la morte di Nancy Rebog e scoprono che la figlioletta della donna è scomparsa. Il marito della donna è un tossicodipendente e si scopre che ha ucciso la moglie e venduto la figlia a un pedofilo, che a sua volta l'ha ceduta ad un medico. Aceveda incarica Vic di costringere il medico a confessare dove ha nascosto la bambina ed il detective strapazza l'indiziato, ottiene l'informazione e la piccola viene liberata. Più tardi, Vic e la sua squadra irrompono all'interno dell'abitazione di uno spacciatore che, mentre sta tentando di disfarsi della droga, apre il fuoco contro i poliziotti, restando poi ucciso nello scontro a fuoco. Vic, che ha evidentemente capito le vere intenzioni di Terry, impugna la pistola dello spacciatore morto e uccide il detective, sotto gli occhi dell'amico Shane.
- Altri interpreti: Cathy Cahlin Ryan (Corinne Mackey), Tamlyn Tomita (Wanda Higoshi), Jamie Anne Allman (Connie Riesler), Jim Ortlieb (Bernard Grady), Reed Diamond (Terry Crowley).

## Terzo grado
- Titolo originale: Our Gang
- Diretto da: Gary Fleder
- Scritto da: Shawn Ryan

### Trama
Vic e Shane forniscono agli affari interni una loro versione su come sono andati i fatti e su come è morto Terry. Il capitano Aceveda non è convinto che le cose siano andate come raccontato da Vic e Shane e perciò avvia un'indagine personale sulla squadra d'assalto, tentando di estorcere la verità da Shane, che sembra essere rimasto parecchio scosso dalla vicenda. Intanto un venditore ambulante viene trovato ferito da colpi di arma da fuoco e Aceveda assegna il caso a Dutch e Claudette. Quest'ultima chiede aiuto a Vic ed alla sua squadra, che scoprono che l'aggressione potrebbe essere riconducibile a un membro di una gang ispanica a cui l'ambulante si rifiutava di pagare il pizzo. Vic, grazie anche alla copertura dell'assistente capo Ben Gilroy, riesce a fare sospendere le indagini sulla sua squadra, anche se Aceveda continua a sospettare di lui.
- Altri interpreti: John Diehl (Ben Gilroy), Guy Torry (Marlon Demeral), Joel Rosenthal (Matthew Mackey), Frank Grillo (Paul Jackson), Cathy Cahlin Ryan (Corinne Mackey), Reed Diamond (Terry Crowley).

## Indiziato di stupro
- Titolo originale: The Spread
- Diretto da: Clark Johnson
- Scritto da: Glen Mazzara

### Trama
La squadra d'assalto è impegnata a setacciare un covo di spacciatori nel quale trovano anche un noto giocatore NBA. Vic decide di trattenerlo in un appartamento preso in affitto per impedirgli di scendere in campo nella partita in programma la sera stessa, cercando di favorire così la vittoria dei Lakers. Shane e gli altri ne approfittano per piazzare anche qualche scommessa. Julien (Michael Jace) e Danny (Catherine Dent), mentre sono di pattuglia, scoprono un covo di contrabbandieri di armi. Oltre che del giocatore Vic deve preoccuparsi anche di scoprire chi ha sfregiato Connie, una prostituta sua conoscente da un paio d'anni, che ha fornito un paio di volte al detective informazioni sugli spacciatori. Dutch e Claudette indagano sul caso e si imbattono in un violentatore seriale di prostitute. Julien intanto inizia ad avere dei dubbi sul suo orientamento sessuale, entrando in stato confusionale. Dopo avere interrogato Tomas, uno degli arrestati, di sera va a trovarlo a casa sua e ci finisce a letto. Vic e la moglie Corinne intanto scoprono che il loro figlio Matthew ha serie difficoltà di apprendimento.
- Altri interpreti: Jamie Annie Allman (Connie Riesler), Joel Rosenthal (Matthew Mackey), Cathy Cahlin Ryan (Corinne Mackey), Elimu Nelson (Derrick Tripp), Michael Auteri (Nathan Peterson), Brent Roam (Tomas Motyashik).

## Guerra tra bande
- Titolo originale: Dawg Days
- Diretto da: Stephen Gyllenhaal
- Scritto da: Kevin Arkadie

### Trama
Lem e Danny vengono incaricati di infiltrarsi in una festa privata della cantante Tyesea come guardie del corpo. Durante la serata avviene uno scontro tra gli uomini del compagno della cantante e quelli dell'ex fidanzato. La sparatoria causa morti e feriti e vede coinvolto Rondell Robinson, lo spacciatore con cui sono in affari Vic e la sua squadra. A seguito dell'accaduto e nonostante i tentativi di Vic di tenere la situazione sotto controllo, si scatena una vera e propria guerra fra bande rivali. Julien invece decide di aiutare una signora disperata per il fatto che il corpo del figlio morto è stato rubato da un cimitero. Vic riceve una telefonata dalla moglie che si trova in ospedale, perché il loro figlio Matthew ha morso e fatto cadere la sorellina più piccola. Aceveda decide di candidarsi al consiglio comunale e per compiacere Jorge Machado, un importante politico locale, affida la ricerca di un lavoratore immigrato scomparso a Dutch e Claudette. Vic intanto vuole a tutti i costi fermare la rivalità tra i due capi delle fazioni in lotta, Kern e T-Bonz, perciò organizza un incontro tra i due e li chiude in un container. Il mattino dopo la squadra trova Kern vivo e il corpo senza vita di T-Bonz.
- Altri interpreti: Sticky Fingaz (Kern Little), John Diehl (Ben Gilroy), Joel Rosenthal (Matthew Mackey), Cathy Cahlin Ryan (Corinne Mackey), Walter Jones (Rondell Robinson), Camilla Sanes (Aurora Aceveda), Dex Elliot Sanders (T-Bonz).

## Obiettivo: recuperare la cocaina!
- Titolo originale: Blowback
- Diretto da: Clark Johnson
- Scritto da: Kurt Sutter

### Trama
Vic e la sua squadra irrompono in un appartamento sopra una panetteria conosciuta per essere una copertura di un traffico di droga della mafia armena. Dopo avere confiscato la cocaina, decidono di sottrarne una parte e in quel frangente vengono visti da Julien, che decide di chiedere consiglio a Claudette, per poi denunciare l'accaduto ad Aceveda. Shane si reca successivamente a un incontro con una donna con la droga nascosta nella sua auto. Uscito dall'abitazione però scopre che il veicolo è stato rubato. Inizia così una frenetica ricerca dell'auto e di chi può averla rubata. Aceveda vuole approfittare della situazione per trovare per primo l'auto con la droga e incastrare una volta per tutte Vic e la sua squadra. Julien intanto continua ad avere dubbi sul suo orientamento sessuale, continuando a provare attrazione per Tomas, il ragazzo con cui è andato a letto un paio di notti prima. Vic e Corinne intanto vengono a sapere che il loro figlio Matthew è autistico. Dutch aiuta Danny a studiare per superare l'esame da sergente, anche perché sentimentalmente interessato alla collega. Danny però lo manda via da casa sua con una scusa e poco dopo Dutch vede arrivare Vic che bacia Danny sulla porta.
- Altri interpreti: Joel Rosenthal (Matthew Mackey), Cathy Cahlin Ryan (Corinne Mackey), Robert Miano (Eddie Crosby), Kimberly McCullough (Deena), Brent Roam (Tomas Motyashik).

## Il killer delle prostitute
- Titolo originale: Cherrypoppers
- Diretto da: D. J. Caruso
- Scritto da: Scott Rosenbaum

### Trama
Un pericoloso killer di prostitute adolescenti è arrivato a mietere un'altra vittima (la quinta), una povera bambina di tredici anni. Dutch vuole trovare a tutti i costi l'assassino e quindi insieme a Claudette ottiene che per 24 ore tutti gli uomini del distretto lavorino al caso, con il supporto di un agente federale chiamato da Aceveda. Vic intanto scopre un locale dove ragazzine minorenni vengono costrette a girare film pornografici per pedofili ed esibirsi in live show hard. Julien è deciso a informare gli affari interni del furto di droga compiuto dalla squadra d'assalto. Aceveda non si dà per vinto e continua a tenere d'occhio Vic e i suoi uomini.
- Altri interpreti: Richard Portnow (Jim Wright), Will McCormack (Steve Hanratty), Jay Harrington (Tom Ross), Kelvin Yu (Sam), Jamie Anne Allman (Connie Riesler),.

## Dente per dente
- Titolo originale: Pay in Pain
- Diretto da: D. J. Caruso
- Scritto da: Shawn Ryan

### Trama
La gang dei Toros viene decimata in una sparatoria all'interno di un poligono di tiro, che causa in tutto otto vittime, compresa una donna incinta, moglie del capo della banda. Vic quindi indaga insieme a Shane e con l'appoggio di un detective latino americano ex membro della gang, scoprendo che dietro alla sparatoria non c'è una guerra fra bande, ma l'odio razziale di un unico uomo. Claudette decide di distrarre Dutch dalla faccenda del killer di prostitute consigliandogli di risolvere il caso di una donna chiaroveggente che ha truffato numerose donne anziane. Aceveda comunica agli Affari Interni la denuncia di Julien. Danny, tuttavia, così come ha fatto Aceveda, informa il compagno che, data la sua scarsa esperienza all'interno del distretto, potrebbe avere fatto un errore di giudizio sulla squadra d'assalto. Gilroy, ricevuto da Aceveda il fascicolo degli affari interni riguardante la sottrazione della droga da parte di Vic ed i suoi, a seguito della denuncia di Julien, informa Vic che questa volta non può salvarli tutti e gli consiglia di scaricare ogni responsabilità su Shane.
- Altri interpreti: John Diehl (Ben Gilroy), Carlos Sanz (Carlos Zamora), Kimberly McCullough (Deena), Brent Roam (Tomas Motyashik), April Grace (Frances Housely), Miguel Pérez (Raoul Jiminez) Rick Gonzales (Lucas).

## Amore e droga
- Titolo originale: Cupid and Psycho
- Diretto da: Guy Ferland
- Scritto da: Glen Mazzara

### Trama
La notizia dell'indagine sulla Squadra D'assalto finisce su tutti i giornali. Vic sospetta che Aceveda abbia lasciato diffondere di proposito la notizia. Vic viene assegnato a un caso insieme a Claudette che riguarda un uomo arso vivo ritrovato nel cofano di un'auto. Shane invece viene messo in coppia insieme a Dutch e si occupano di un vecchio caso di omicidio. Vic, trovando un momento per parlare con Julien da solo, ricatta quest'ultimo di rendere pubblica la sua omosessualità se non ritira le accuse sulla sua squadra. Julien accetta e la squadra d'assalto viene scagionata da tutte le accuse. Dutch intanto trascorre la notte insieme alla vedova dell'uomo ucciso.
- Altri interpreti: John Diehl (Ben Gilroy), Efrain Figueroa (Jeorge Machado), Camillia Sanes (Aurora Aceveda), Cathy Cahlin Ryan (Corinne Mackey), Joel Rosenthal (Matthew Mackey), Autumn Chiklis (Cassidy Mackey).

## Una faccenda da sistemare
- Titolo originale: Throwaway
- Diretto da: Leslie Libman
- Scritto da: Kevin Arkadie

### Trama
La Squadra D'assalto segue un furgone sospetto di una gang ispanica, i Mag. Vic e Lem irrompono nell'abitazione per fare piazza pulita e Lem, erroneamente, spara a uno dei membri principali della banda. Si scopre poi che il sospetto non solo era disarmato, ma non era neanche la persona che la squadra cercava, bensì il fratello. Vic, per evitare complicazioni, tenta di coprire il fatto mettendo nella mano dell'uomo una pistola. Danny e Julien intanto iniziano ad avere attriti tra loro, e Aceveda decide successivamente di intervenire. Claudette è alle prese con un grave problema familiare: la figlia, dopo soli undici mesi di matrimonio, vuole divorziare dal coniuge, e si trova un nuovo fidanzato, che decide di presentare alla madre. Claudette però non si fida affatto dell'uomo, e arriva successivamente a interrogarlo. Vic e Lem intanto, per rimediare al guaio che hanno fatto, decidono di assaltare un furgone che trasporta le prove dell'omicidio da parte di Lem per fare sparire la pistola con la quale possono essere incastrati.
- Altri interpreti: John Diehl (Ben Gilroy), K.K. Dodds (Kim Kelner), Tangi Miller (Rebecca Wyms), Roscoe Lee Browne (Bryce Wyms), Cathy Cahlin Ryan (Corinne Mackey), Joel Rosenthal (Matthew Mackey), Zia Arris (Lloyd Hawkins), Ralph Drischell (Maynard Hawkins).

## Una scomoda giornalista
- Titolo originale: Dragonchasers
- Diretto da: Nick Gomez
- Scritto da: Scott Rosenbaum, Kurt Sutter

### Trama
La squadra d'assalto lavora sotto copertura in un locale di spogliarelliste nel tentativo di bloccare un racket di aggressioni, e Shane finisce per appartarsi con una spogliarellista, dove successivamente verrà aggredito da un suo complice. Dutch intanto si mette alla ricerca di Sean Taylor, sospettando fortemente che sia lui il killer delle prostitute. Danny intanto, all'interno del distretto, viene morsa da un transessuale sieropositivo, rischiando di rimanere infettata; Julien, accecato dalla rabbia per questo gesto, decide di unirsi a una spedizione punitiva di alcuni agenti contro l'aggressore della collega. Vic aiuta per l'ennesima volta Connie, che si trova nei guai con il suo bambino. Successivamente Dutch riesce ad arrestare Sean, che si confermerà il killer delle prostitute tanto a lungo cercato dal detective. Durante l'interrogatorio, sotto gli occhi di quasi tutto il distretto, Dutch e Sean ingaggiano una sorta di confronto psicologico. Taylor si rivela molto astuto e mette in seria difficoltà il detective. Alla fine del confronto Dutch riesce a prevalere, incastrando Sean ma pagandone le conseguenze: infatti Taylor riesce a toccare pesantemente i sentimenti del detective, tanto da riaprirgli vecchie ferite e facendolo uscire molto provato, tanto da scoppiare in lacrime una volta salito in macchina.
- Altri interpreti: Jamie Anne Allman (Connie Riesler), Frank Grillo (Paul Jackson), Michael Kelly (Sean Taylor), Cathy Cahlin Ryan (Corinne Mackey), Camillia Sanes (Aurora Aceveda), Jazzmun (Frank Gilmore).

## Tentato suicidio
- Titolo originale: Carnivores
- Diretto da: Scott Brazil
- Scritto da: James Manos, Jr., Kevin Arkadie & Glen Mazzara

### Trama
La squadra d'assalto media una disputa tra Rondell Robinson e gli Islamici mentre Wagenbach e Wyms investigano su alcune brutali rapine nella stretta e chiusa comunità Coreana. Aceveda rivisita il suo passato.

## Combattimento mortale
- Titolo originale: Two Days of Blood
- Diretto da: Guy Ferland
- Scritto da: Kurt Sutter & Scott Rosenbaum

### Trama
Mentre Mackey aiuta il vice capo Gilroy a insabbiare un assassinio e sbrigarsi prima che Wagenbach intuisca i fatti del caso, Vendrell e Lemansky seguono le tracce di un trafficante d'armi e organizzatore di combattimenti clandestini tra galli. Aceveda si rivolge a Wyms dopo che un doppio omicidio suscita l'ira e la paura all'interno di una comunità ignorata.

## Corruzione al dipartimento

La scena finale della stagione ritraente Vic disperato per avere perso la sua famiglia

- Titolo originale: Circles
- Diretto da: Scott Brazil
- Scritto da: Shawn Ryan

### Trama
All'indomani di una sommossa i poliziotti sono attirati con l'inganno verso alcune trappole con sparatorie da un'ondata di false chiamate al 911. Mackey e il capitano Aceveda devono lavorare assieme per fermare questi attacchi e risolvere i problemi nel dipartimento, mentre il vice capo Gilroy prova a mettere i due uno contro l'altro per salvare il proprio lavoro. 